# Осіїк Ольга Терентіївна
Осіїк Ольга Терентіївна (19 квітня 1947, Стара Вижва (нині Стара Вижівка) Волинської області) — артистка драми Волинського академічного обласного українського музично-драматичного театру імені Т. Г. Шевченка. Народна артистка України.

## Біографія
Ольга Осіїк народилася 19 квітня 1947 року в Старій Вижівці на Волині в родині селянина. Середню освіту здобула в Луцькій школі-інтернаті, яку закінчила 1964 року.
З 1969 — артистка Чернівецького обласного музично-драматичного театру імені Ольги Кобилянської.
У 1972 році закінчила акторський факультет Київського державного інституту театрального мистецтва імені Івана Карпенка-Карого (майстерня Володимира Неллі-Влада).
З 1973 — артистка драми  Волинського академічного обласного українського музично-драматичного театру імені Т. Г. Шевченка. За час роботи в театрі зіграла понад 100 ролей.

## Державні нагороди
- Народний артист України (2 грудня 2014) — за вагомий особистий внесок у соціально-економічний, культурно-освітній розвиток Волинської області, значні трудові досягнення, багаторічну сумлінну працю та з нагоди 75-річчя від дня утворення області[2]
- Заслужений артист України (6 березня 2002) — за вагомі трудові здобутки, високий професіоналізм та з нагоди Міжнародного дня прав жінок і миру[3]